# 上小鴨站
上小鴨站（日语：／ Kami-Ogamo eki */?）是位於鳥取縣倉吉市上古川，日本國有鐵道（國鐵）倉吉線的鐵路車站（廢站）。

## 歷史
- 1941年（昭和16年）5月17日：倉吉線倉吉站（後來名為打吹站）至關金站之間開通，此站啟用（一般車站）[1]。
- 1961年（昭和36年）9月23日：結束貨運起卸業務[1]。
- 1984年（昭和59年）2月1日：結束行李起卸業務[1]，同時成為無人車站。
- 1985年（昭和60年）4月1日：倉吉線全線廢除，此站也被廢除[1]。

## 車站構造
此站是地面車站，設有1面1線的單式月台。

## 車站周邊
- 倉吉上小鴨郵局
- 國道313號（日语：国道313号）
- 日交巴士（日语：日本交通 (鳥取)）「上古川」巴士站

## 現狀
站舍已經完全被撤走。車站遺址建設了公園（Road Station上小鴨）和廁所。
另外，此站至西倉吉站之間的路軌遺址變成了行人道「花和綠之親鄰路」（鳥取縣道501號倉吉東鄉單車徑線），此站是終點。

## 相鄰車站
日本國有鐵道
倉吉線
小鴨－上小鴨－關金

## 注腳
1. 1 2 3 4 5 6  石野哲（編）.  初版. JTB. 1998-10-01: 327. ISBN 978-4-533-02980-6 （日语）.

## 相關項目
- 日本鐵路車站列表 Ka

## 外部連結
- 舊國鐵倉吉線廢線跡探訪地圖 （页面存档备份，存于）（日語） (PDF) - 倉吉市